# Brewer Peak
Der Brewer Peak ist ein 2110 m hoher Berg in den Admiralitätsbergen im ostantarktischen Viktorialand. Er ragt entlang der Westwand des Pitkevitch-Gletschers nahe dessen Kopfende auf.
Der United States Geological Survey kartierte ihn anhand von Vermessungen und mithilfe von Luftaufnahmen der United States Navy zwischen 1960 und 1963. Das Advisory Committee on Antarctic Names benannte ihn 1970 nach Thomas J. Brewer, Proviantmeister auf der McMurdo-Station im Jahr 1967.